# Championnats de France d'athlétisme en salle 2014
Navigation
Championnats 2013 Championnats 2015
Les 43es championnats de France d'athlétisme en salle se déroulent les 22 et 23 février 2014 au Stadium Bordeaux-Lac de Bordeaux.

## Résultats

### Hommes
| Épreuves         | Or                             | Argent                         | Bronze                        |
| ---------------- | ------------------------------ | ------------------------------ | ----------------------------- |
| 60 m             | Christophe Lemaitre 6 s 63     | Ben Bassaw 6 s 72              | Aurel Manga 6 s 80            |
| 200 m            | Jeffrey John 20 s 91           | Teddy Tinmar 21 s 51           | Jean-Baptiste Formet 21 s 59  |
| 400 m            | Angel Chelala 47 s 65          | Bastien Mandrou 47 s 68        | Nicolas Courbière 48 s 07     |
| 800 m            | Paul Renaudie 1 min 48 s 94    | David Verbrugghe 1 min 49 s 44 | Kévin Gobillard 1 min 50 s 04 |
| 1 500 m          | Yoann Kowal 3 min 45 s 32      | Guillaume Adam 3 min 45 s 81   | Benjamin Pires 3 min 46 s 35  |
| 5 000 m marche   | Antonin Boyez 20 min 13 s 75   | Keny Guinaudeau 20 min 23 s 21 | Xavier Le Coz 20 min 25 s 93  |
| 60 m haies       | Pascal Martinot-Lagarde 7 s 49 | Ladji Doucouré 7 s 76          | Thomas Delmestre 7 s 80       |
| Saut en hauteur  | Sébastien Deschamps 2,22 m     | Florian Labourel 2,19 m        | Joris Chapon 2,19 m           |
| Saut à la perche | Kevin Menaldo 5,65 m           | Valentin Lavillenie 5,55 m     | Stanley Joseph 5,45 m         |
| Saut en longueur | Kafetien Gomis 7,90 m          | Salim Sdiri 7,79 m             | Raihau Maiau 7,65 m           |
| Triple saut      | Gaëtan Saku Bafuanga 16,48 m   | Jean-Marc Pontvianne 16,32 m   | Aboubacar Bamba 16,27 m       |
| Lancer du poids  | Gaëtan Bucki 19,11 m           | Frédéric Dagée 19,04 m         | Romain Gotteland 17,99 m      |
| Heptathlon       | Bastien Auzeil 5 910 pts       | Romain Martin 5 892 pts        | Basile Rolnin 5 435 pts       |

### Femmes
| Épreuves         | Or                                     | Argent                        | Bronze                          |
| ---------------- | -------------------------------------- | ----------------------------- | ------------------------------- |
| 60 m             | Stella Akakpo 7 s 30                   | Éloyse Lesueur 7 s 38         | Solenn Compper 7 s 46           |
| 200 m            | Deborah Sananes 23 s 91                | Johanna Danois 24 s 19        | Brigitte Ntiamoah 24 s 54       |
| 400 m            | Estelle Perrossier 54 s 34             | Joëllie Baflan 54 s 55        | Djeneba Camara 54 s 95          |
| 800 m            | Renelle Lamote 2 min 07 s 44           | Camille Laplace 2 min 08 s 79 | Aude Korotchansky 2 min 08 s 99 |
| 1 500 m          | Ophélie Claude-Boxberger 4 min 23 s 71 | Salomé Lecoq 4 min 30 s 13    | Lisa Blamèble 4 min 30 s 59     |
| 3 000 m marche   | Émilie Tissot 12 min 41 s 56           | Émilie Menuet 13 min 04 s 43  | Amandine Marcou 13 min 44 s 97  |
| 60 m haies       | Cindy Billaud 7 s 93                   | Aisseta Diawara 8 s 15        | Alice Decaux 8 s 17             |
| Saut en hauteur  | Nawal Meniker 1,81 m                   | Valérie Bonnet 1,81 m         | Melanie Skotnik 1,81 m          |
| Saut à la perche | Marion Lotout 4,58 m                   | Marion Fiack 4,51 m           | Maria Leonor Tavares 4,36 m     |
| Saut en longueur | Cynthia Bizet 6,13 m                   | Oriane Gérardot 6,10 m        | Pauline Lett 6,06 m             |
| Triple saut      | Jeanine Assani-Issouf 13,73 m          | Nathalie Marie-Nely 13,73 m   | Mathilde Boateng 13,48 m        |
| Lancer du poids  | Jessica Cérival 17,27 m                | Fabienne Digard 16,30 m       | Yasmine Merkiled 14,02 m        |
| Pentathlon       | Annaelle Nyabeu-Djapa 4 151 pts        | Gaëlle Le Foll 4 076 pts      | Sandra Jacmaire 4 045 pts       |